# Amélie de Grande-Bretagne
La princesse Amélie de Grande-Bretagne (de son nom de naissance Amelia Sophia Eleanor of Brunswick-Lüneburg, en français Amélie Sophie Éléonore de Brunswick-Lunebourg) est née le 30 mai 1711 et morte le 31 octobre 1786. Elle était membre de la famille royale britannique puisqu'elle était la deuxième fille de Georges II.

## Enfance
La princesse Amélie naît au château de Herrenhausen, à Hanovre, en  Allemagne actuelle, le 30 mai 1711. Elle est le troisième enfant de Georges, duc de Cambridge, qui deviendra en 1727 roi de Grande-Bretagne, et de Caroline d'Ansbach, fille de Jean-Frédéric d'Ansbach, margrave de Brandebourg-Ansbach.
Bien qu'il ait été naturalisé anglais en 1705 et qu'il reçut également la Jarretière ainsi que les titres de duc de Cambridge, comte de Milford Haven, vicomte de Northallerton et baron de Tewkesbury (tous dans la pairie d'Angleterre) en 1706, son père restait un prince allemand, fils d'un électeur du Saint-Empire.
À sa naissance, la reine lui accorde le prédicat d'Altesse sérénissime, elle est alors désignée comme Son Altesse sérénissime la princesse Amélie de Hanovre. Mais sa famille l'appelle couramment Émilie (Emily en anglais).

## Princesse de Grande-Bretagne
En vertu de l'Acte d'établissement de 1701, le grand-père de la princesse Amélie devient roi de Grande-Bretagne et d'Irlande le 1er août 1714 après la mort de la reine Anne sous le nom de George Ier de Grande-Bretagne. En tant que fils aîné et héritier du nouveau roi, le père d'Amélie est créé prince de Galles et duc de Cornouailles le 27 septembre 1714. Devenue princesse de Grande-Bretagne (avec de facto le prédicat d'Altesse royale), Amélie quitte Hanovre pour s'installer au palais Saint-James à Londres avec toute sa famille.
Fille préférée de son père, la princesse était souvent malade étant enfant. En 1722, sa mère, qui avait des idées progressistes, avait « vacciné » contre la variole Amélie et sa sœur Caroline. C'est l'une des premières vaccinations : on l'appelle alors la variolisation. Cette méthode novatrice, qui provenait de Constantinople, avait été introduite en Angleterre par Lady Marie Wortley Montagu et de Charles Maitland. Le 11 juin 1727, George Ier mourut et le père d'Amélie devint le roi Georges II. Elle vécut alors avec son père jusqu'à sa mort en 1760.
Sa tante Sophie-Dorothée, reine consort de Prusse, a suggéré un mariage entre Amélie et son fils Frédéric, prince héritier de Prusse, mais son père Frédéric-Guillaume Ier de Prusse préfère marier son fils à Élisabeth-Christine de Brunswick-Wolfenbüttel-Bevern, fille du duc Ferdinand-Albert II de Brunswick-Wolfenbüttel, mais surtout nièce de l'empereur Charles VI.
Amélie peut avoir été la mère du compositeur Samuel Arnold (1740-1802), elle eut effectivement une liaison avec son père, Thomas Arnold.
La princesse Amélie appréciait beaucoup l'équitation et la chasse. À la mort en 1751 de Robert Walpole (1701–1751), deuxième comte d'Orford (fils du Premier ministre du même nom), la princesse Amélie emménage à White Lodge, dans le parc de Richmond. Elle devient également garde forestier royal de ce même parc. Elle fait alors fermer le parc au public, ne laissant entrer que quelques amis proches munis d'un permis spécial. Cette décision suscite un tollé général. En 1758, un brasseur local, John Lewis, engage des mesures devant la justice. Le tribunal statua en faveur de Lewis, citant le fait que, lorsque Charles Ier avait aménagé le parc au XVIIe siècle, il a laissé le droit de passage au public. La princesse Amélie a donc été forcée de rouvrir le parc au public.

## Fin de vie
En 1760, la princesse Amélie est devenue propriétaire du parc de Gunnersbury, dans le Middlesex. Ayant perdu ses appartements au palais Saint-James après la mort de son père, elle s'y installe. Elle prit une maison dans Hanover Square et acheta Gunnersbury House, qui devint sa retraite estivale. Elle a aussi fait construire une « maison de bain », qui existe encore aujourd'hui (Princess Amelia's Bathhouse) et a été classée par English Heritage. La tante de Georges III – que ce dernier qualifiait de « dame étrange et chaleureuse » – fait de Gunnersbury House un lieu célèbre pour ses soirées et ses intrigues politiques. C'est elle qui a aménagé le parc du XVIIIe siècle à l'anglaise.
Elle possédait également une propriété à Cavendish Square, dans le quartier de Soho, à Londres, où, le 31 octobre 1786, elle est morte. La princesse Amélie mourut célibataire, elle fut le dernier enfant de Georges II et Caroline d'Ansbach à mourir. Elle est enterrée dans la chapelle Henri VII de l'abbaye de Westminster.

## Hommages et postérité
Plusieurs sites géographiques ont été nommés en l'honneur de la princesse Amélie, notamment :
- l'île Amélie en Floride ;
- le comté d'Amelia en Virginie.

## Armoiries
| Blason | Blasonnement : Écartelé, en I parti : en 1 de gueules aux trois léopards d'or et en 2 d'or, au lion de gueules, au double trescheur fleuronné et contre-fleuronné du même ; en II d'azur aux trois fleurs de lys d'or ; en III d'azur, à la harpe d'or, cordée d'argent et IV tiercé en pairle renversé, 1, de gueules, à deux léopards d'or ; 2, d'or, semé de cœurs de gueules, au lion d'azur, armé et lampassé du deuxième, brochant sur le tout ; 3, de gueules, au cheval cabré d'argent, harnaché d'or ; un lambel à trois pendants d'argent chargés d'une hermine de sable brochant sur la partition. Commentaires : Ces armoiries ont été adoptées par la princesse Amélie le 30 août 1727. |

- Notices d'autorité :   - VIAF
  - ISNI
  - LCCN
  - GND
  - WorldCat